# Hołowczyce (gromada)
Hołowczyce – dawna gromada, czyli najmniejsza jednostka podziału terytorialnego Polskiej Rzeczypospolitej Ludowej w latach 1954–1972.
Gromady, z gromadzkimi radami narodowymi (GRN) jako organami władzy najniższego stopnia na wsi, funkcjonowały od reformy reorganizującej administrację wiejską przeprowadzonej jesienią 1954 do momentu ich zniesienia z dniem 1 stycznia 1973, tym samym wypierając organizację gminną w latach 1954–1972.
Gromadę Hołowczyce z siedzibą GRN w Hołowczycach (obecnie są to dwie wsie: Stare Hołowczyce i Nowe Hołowczyce) utworzono – jako jedną z 8759 gromad na obszarze Polski – w powiecie bialskim w woj. lubelskim na mocy uchwały nr 5 WRN w Lublinie z dnia 5 października 1954. W skład jednostki weszły obszary dotychczasowych gromad Hołowczyce wieś, Hołowczyce kolonia, Klepaczew i Zabuże ze zniesionej gminy Hołowczyce w tymże powiecie. Dla gromady ustalono 15 członków gromadzkiej rady narodowej.
1 stycznia 1956 gromada weszła w skład nowo utworzonego powiatu łosickiego w woj. warszawskim.
W listopadzie 1957 gromada miała 15 członków gromadzkiej rady narodowej.
31 grudnia 1959 do gromady Hołowczyce przyłączono obszar zniesionej gromady Litewniki Nowe (bez wsi Walim i kolonii Walim), a także wsie Płosków i Terlików oraz kolonię Płosków z gromady Sarnaki w tymże powiecie.
Gromada przetrwała do końca 1972 roku, czyli do kolejnej reformy gminnej.